# Sawndip

Orden saw "tecken" och ndip "omogen", "okokt" skrivna med sawndip.

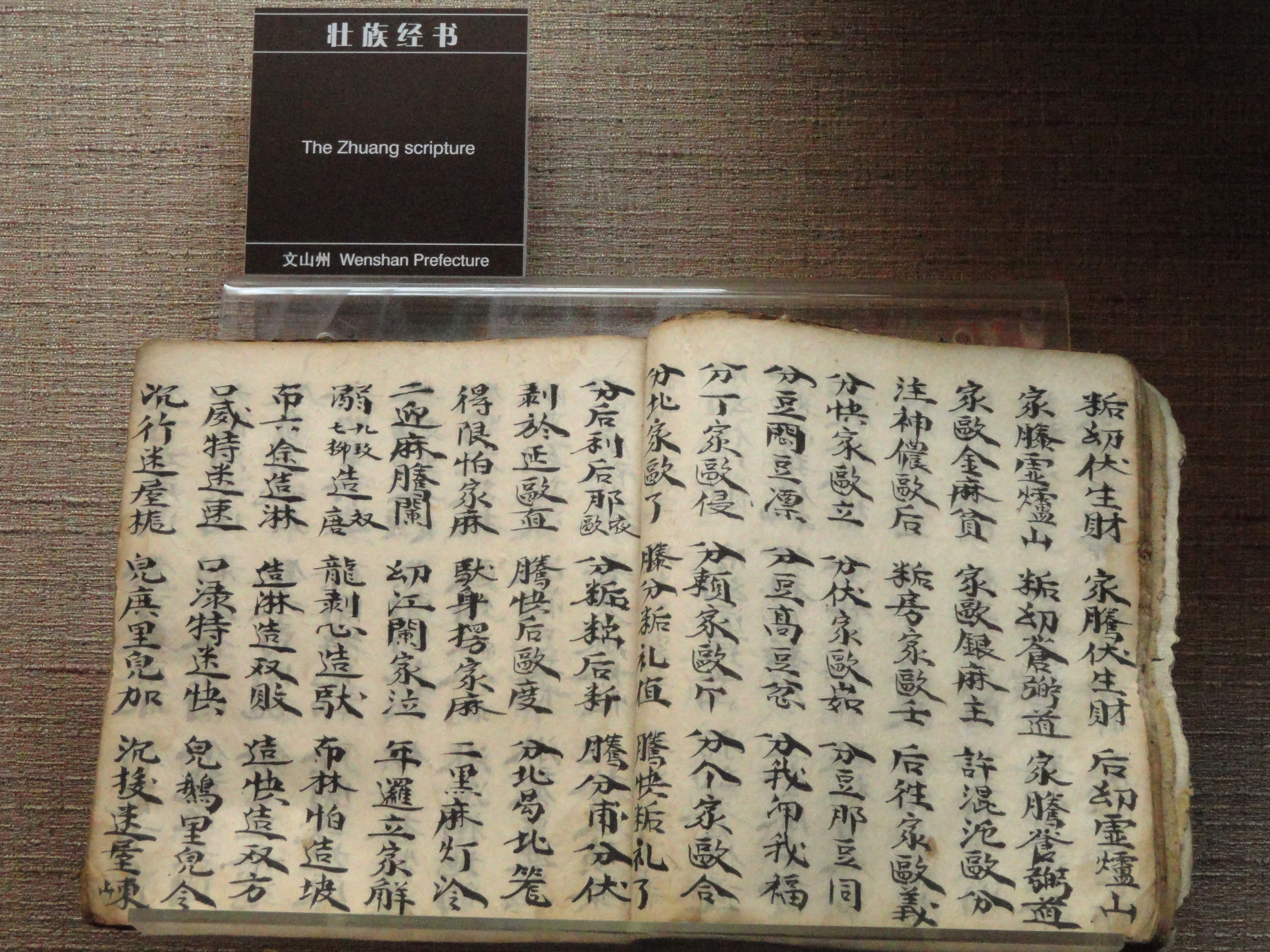
Sawndip-manuskript

Sawndip (IPA: [θaːu˨˦ɗip˥]) är ett ideografiskt skriftsystem som bygger på det kinesiska och som har använts av zhuang-folket i Guangxi-regionen i södra Kina i över tusen år för att skriva tai-språket zhuang.

## Namn
Namnet sawndip betyder "omogna tecken" på zhuang. Den kinesiska skriften kallas för sawgun, där gun är zhuang för "han-kines". På standardkinesiska kallas sawndip för gǔ zhuàngzì (古壮字; "äldre zhuang-tecken") eller fāngkuài zhuàngzì (方块壮字; "fyrkantiga zhuang-tecken"). Namnet "äldre zhuang-tecken" används för att skilja skriften från den officiella latinska ortografi som antogs 1957. I traditionella och informella sammanhang är de äldre tecknen dock fortfarande vanligare än den latinska.
I sin snävaste betydelse används ordet sawndip endast om tecken som skapats av zhuang-folket specifikt för att skriva zhuang och utesluter därmed existerande kinesiska tecken. I sin vidaste betydelse inkluderar det samtliga tecken som används för att skriva zhuang, oavsett deras ursprung. Eftersom texter tenderar att innehålla en stor andel tecken av kinesiskt ursprung och även tecken av okänt ursprung, är det vanligast att ordet används i sin vidare betydelse.
De kinesiska namnen "äldre zhuang-tecken" (古壮字) och "fyrkantiga zhuang-tecken" (方块壮字) används vanligtvis synonymt men kan också användas kontrasterande där de förra endast syftar på tecken som användes före Republiken Kinas grundande 1911.

## Beskrivning

Dessa tre tecken från Sawndip Sawdenj har bildats på följande sätt: beståndsdelarna 力,六 och 必 anger uttalet och 子, 鳥 och 鳥 anger betydelsen. Lwg roegbit betyder "andunge/älling" (bokstavligt "barn fågel-anka").

Sawndip består av en kombination av kinesiska tecken, kinesisk-liknande tecken och andra tecken. I likhet med kinesiska kan de antingen skrivas horisontellt från vänster till höger eller vertikalt från höger till vänster. Skriften har aldrig standardiserats och vissa stavelser kan skrivas med över ett dussin olika teckenvarianter. Vanligtvis utgör de icke-kinesiska tecknen ca 20% av en sawndip-text. Det finns dock texter som så gott som enbart använder sig av tecken med kinesiskt ursprung. Zhuang delar också ett antal tecken med kantonesiska. Vilket av språken som använde dem först är dock okänt.
Olika forskare kategoriserar sawndip-tecken på olika sätt. Robert S. Bauer identifierar följande kategorier. Dessa kan jämföras med de sex kategorier som kinesiska tecken traditionellt delas in i.
| Nr | Beskrivning | Exempel |
| -- | --- | --- |
| 1  | Tecken som inte liknar kinesiska tecken och som troligen lånats från andra skriftsystem.                                               | amq "bära på ryggen" skrivs och tros ha lånats från burmesisk skrift.                                       |
| 2  | Sammansatta tecken som kombinerar betydelsen hos två kinesiska tecken.                                                                 | rwiq "inte bra" skrivs 孬 och består av 不 "inte" och 好 "bra".                                             |
| 3  | Sammansatta tecken bestående av två kinesiska tecken där ett anger uttal och ett betydelse.                                            | bya "berg" skrivs 岜, där 山 "berg" står för betydelsen och 巴 ba för uttalet.                              |
| 4  | Kinesiska tecken som lånats för sitt uttal och har getts en ny betydelse.                                                              | miz "att ha" skrivs med 眉. På standardkinesiska uttalas det méi och betyder "ögonbryn".                    |
| 5  | Tecken som liknar kinesiska men som är specifika för zhuang.                                                                           | |
| 6  | Kinesiska tecken som representerar lånord från kinesiska.                                                                              | boi "kopp" skrivs med 盃, en variant av 杯 bēi som betyder "kopp" på kinesiska.                             |
| 7  | Tecken som även finns i kantonesiska.                                                                                                  | ngamq "just nu" skrivs 啱 och uttalas ngaam1 på kantonesiska. Vilket språk som lånat av det andra är okänt. |
| 8  | Kinesiska tecken som lånats för sin betydelse men uttalas som den semantiskt motsvarande stavelsen på zhuang.                          | mau "gris" skrivs 豬. På standardkinesiska uttalas tecknet zhū och på kantonesiska zyu1.                    |
| 9  | Sammansatta tecken bestående av två kinesiska tecken där det första anger den inledande konsonanten och det andra resten av stavelsen. | |

## Historia
Sawndip har använts i flera hundra år – främst av sångare och schamaner – för att skriva dikter, heliga texter, folksagor, myter, sånger, pjäser, medicinska recept, stamtavlor och kontrakt. Exakt när den skapades är dock inte känt. En vanlig uppskattning är att den började användas för över tusen år sen under Tangdynastin eller ännu tidigare. En studie som jämförde sawndip med den vietnamesiska chữ nôm-skriften antyder att sawndip uppstod senast på 1100-talet

### Tidiga inhemska tecken
Redan före Tangdynastin skrevs zhuang – eller närbesläktade språk – med en blandning av tecken som antingen var direkt kinesiska eller vars komponenter var tagna från kinesiska tecken. Huruvida dessa är att betrakta som sawndip eller en föregångare till sawndip beror inte bara på de historiska beläggen utan även på olika uppfattningar om vad som räknas som sawndip och under vilka tidsepoker namnet zhuang är tillämpligt.
Vissa forskare menar att sawndip hade sitt ursprung redan under Handynastin och pekar på ord av zhuang-ursprung i gamla kinesiska uppslagsverk. Ett exempel skulle vara tecknet 犩 som i sawndip representerar vaiz "vattenbuffel" och som i sektion 19 av Erya beskrivs ha liknande uttal och betydelse som 牛 "ko, nötkreatur".
Det finns också teorier om att Yuèrén Gē (越人歌; "yue-mannens sång"), en sång på ett okänt språk nedtecknat runt år 528 f.Kr. under Handynastin, skulle representera zhuang och därmed vara skriven med en föregångare till sawndip. Det kan dock även röra sig om thai, kam eller cham.

### Tangdynastin (600- till 800-tal)
Det faktum att uttalet av inlånade kinesiska tecken ofta överensstämmer med uttalet hos medeltidskinesiska antyder att de skulle ha kommit till under Sui- eller Tangdynastin. De kan dock även vara senare inlån från mer konservativa pinghua-dialekter. Kinesiska tecken användes redan i området vid denna tid och återfinns på två stelar daterade år 682 och 697. Även om de är skrivna på kinesiska innehåller dock den senare ett antal icke-standardiserade tecken.

### Songdynastin (900- till 1200-tal)
Flera han-kinesiska författare från Songdynastin ger exempel på samtida tecken som används i Guangxi. De ska ha varit vanligt förekommande och användes i juridiska dokument.

### Mingdynastin (1300- till 1600-tal)
Inga manuskript från denna era har hittills hittats. Det finns däremot flera dussin verk som överlevt till våra dagar och som nedtecknades för första gången under denna tid. Vissa menar att detta var den rikaste eran för sawndip-litteratur. Exakt datering är dock svårt eftersom vissa sånger spreds muntligen innan de skrevs ned. 
Några sånger har dock både skapats och skrivits ner under Mingdynastin. Fwen caeg "Sånger om krig" anses härstamma från denna tid även om vissa rader tillkommit senare. Fwen nganx "Longan-fruktens sång" härstammar också från Mingdynastin.
Ett antal sånger som nedtecknats med sawndip har hankinesiskt ursprung men har varit del av zhung-traditionen i århundraden. Fwen Vwnzlungz "Sången om Wenlong" är ett exempel på en sång där den hankinesiska förlagan gått förlorad.

### Qingdynastin (1600- till 1800-tal)
Från Qingdynastin har tusentals manuskript överlevt till våra dagar. Ett av de äldsta exemplen är Yuèfēng (粵風), en bok med folksånger från Guiping som publicerades på 1700-talet. En annan bok med namnet Tàipíng chūn (太平春; "fridfull vår") är daterad till 1682 och innehåller ett antal sånger.
Ännu en källa är Huáyí yìyǔ (華夷譯語; "Hua-yi" eller "Kinesisk–barbarisk ordlista") skriven vid mitten av 1700-talet på order av Qianlong-kejsaren och som nu finns i Palatsmuseets arkiv. Kartläggningen av västra Guangxi var dock mindre noggrann än andra delar av imperiet och består endast av anteckningar från tre olika platser. Varje post består av ett ord på zhuang skrivet med sawndip och med uttal skrivet på kinesiska. De visar både på en stor spridning och på en brist på standardisering av sawndip.

### Modern tid (1900- till 2000-tal)

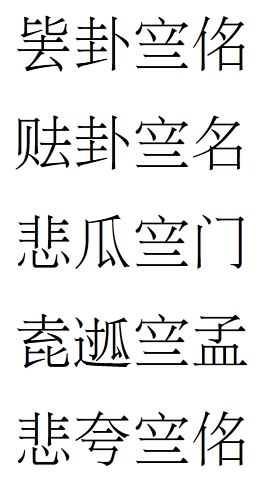
Sawndip är inte standardiserat. Här är samma tre ord – bae "gå", gvaq "passera", ranz "hus", mwngz "du" – enligt fem olika källor från Pingguo. Deras val av tecken överensstämmer endast för ett av orden: ranz "hus".

Eftersom sawndip aldrig standardiserats fanns det en uppsjö av olika lokala varianter. Det bedömdes lättare att införa en helt ny latinsk ortografi än att försöka bringa ordning bland alla alternativa tecken.
Efter att den latinska ortografin introducerades 1957 är det mycket ovanligt att sawndip används i formella sammanhang. Det finns dock stora skillnader mellan olika dialekter av zhuang. Den officiella ortografin bygger på den nordliga Wuming-dialekten. Av denna och andra anledningar är det många zhuang-talare som föredrar att fortsätta använda sawndip för exempelvis sånger, personliga anteckningar och meddelande.
Fortfarande på 2000-talet är det många som förstår och använder sawndip. Vid en undersökning svarade en dryg tredjedel att de förstod sawndip och cirka en tiondel att de använde det i de flesta sammanhang. Resultatet för den latinsk-baserade ortografin var bara hälften så hög.
År 1989, efter fem års arbete, publicerades Sawndip Sawdenj (kinesiska: 古壮字字典; Gǔ Zhuàngzì Zìdiǎn), en ordlista över forntida zhuang med 4 900 poster och över 10 000 tecken. Det var då den första och enda ordlistan över zhuang-tecken. 2008 påbörjades arbetet med en ny ordlista kallad 中华古壮字大字典 ("Den stora kinesiska ordlistan över forntida zhuang-tecken").

## Regionala skillnader
En av de första systematiska studierna att täcka in mer än ett geografiskt område var Zhang Yuanshengs undersökning år 1984 av 1114 olika sawndip-tecken. Dessa var främst från Wuming men de innehöll även tecken från 37 andra platser. Zhang fann en stor variation inte bara mellan olika dialektområden utan även inom dem.
2013 redovisade David Holm resultaten från studie som jämförde tecknen för 60 ord i texter från 45 olika platser i Guangxi och närliggande områden. Han fann att regionala variationer i skrift ofta inte korrelerade med de olika dialektgrupperna, något han förklarade med att tecken lånades från andra områden samt efterföljande ljudförändringar. Han påstår sig dock ha funnit en tydlig uppdelning kopplad till vilken gren av kinesiska som tecknens uttal hämtats från. I Guizhou i norra Guangxi motsvarade uttalet sydvästmandarin som fördes till området av arméer under mingdynastin. I centrala och sydvästra Guangxi stämmer de nära överens med pinghua vars uttal härstammar från immigranter under handynastin. Holm hävdar att även om både pinghua och zhuang har förändrats under denna tid så har det ofta skett parallellt, något som gör det svårt att datera inlånen. Forskare som studerar den skrift som används i Guizhou kopplar dess uppkomst till införandet av kinesiska tjänstemän under Qingdynastin.

## Unicode
Unicode-standarden innehåller ett antal tecken från sawndip som är vanliga i person- och ortnamn i Guangxi och därför också återfinns i kinesiska ordlistor. Det första förslaget att inkludera tecken från sawndip, i egenskap av att vara just sawndip, gjordes 2013. Förslaget innehöll över 1000 tecken.

## Exempel
Artikel 1 ur FN:s deklaration om de mänskliga rättigheterna på nordzhuang.
| Sawndip            | |
| 1982 års ortografi | Boux boux ma daengz lajmbwn couh miz cwyouz, cinhyenz caeuq genzli bouxboux bingzdaengj. Gyoengq vunz miz lijsing caeuq liengzsim, wngdang daih gyoengq de lumj beixnuengx ityiengh. |
| 1957 års ortografi | Bouч bouч ma dəŋƨ laзƃɯn couƅ miƨ cɯyouƨ, cinƅyenƨ cəuƽ genƨli bouчbouч biŋƨdəŋз. Gyɵŋƽ vunƨ miƨ liзsiŋ cəuƽ lieŋƨsim, ɯŋdaŋ daiƅ gyɵngƽ de lumз beiчnueŋч ityieŋƅ.                  |